# Atomový stát
Atomový stát s podtitulem (Od pokroku k nelidskosti) je kniha rakouského futurologa, novináře a spisovatele židovského původu Roberta Jungka z roku 1977, kdy ji vydal v němčině pod názvem Der Atomstaat. Vom Fortschritt in die Unmemnschlichkeit.
V češtině ji v roce 1994 vydalo sdružení Děti Země s předmluvou Dalibora Stráského a s přímluvou Ivana Dejmala.